# John Gunther (Publizist)
John Gunther (* 30. August 1901; † 29. Mai 1970) war ein US-amerikanischer Autor und Journalist. Er war vor allem in den 1930er bis 1950er Jahren erfolgreich, bekannt wurden seine Inside Books, Sachbücher über die sozialpolitischen Fragen der großen Kontinente. Am bekanntesten wurde jedoch Death Be Not Proud, ein Buch über den Tod seines Sohns, der an einem Hirntumor gestorben war.

## Leben
Gunther wuchs in Chicago auf und studierte an der University of Chicago, wo er auch die Studentenzeitung herausgab. Von 1924 bis 1936 stand er in Verbindung mit dem Londoner Büro der Chicago Daily News. Er arbeitete gelegentlich als Korrespondent für die Daily News in London, Berlin, Wien, Moskau, Rom und Paris, besuchte auch Polen, Spanien, Skandinavien und bereiste den Balkan. Mit Dorothy Thompson und G.E.R. Gedye zählte Gunther zu den angelsächsischen Spitzenjournalisten der Zwischenkriegszeit. Er hat in jedem Land Europas außer in Portugal gearbeitet und war Zeitzeuge der Entwicklung des Kontinents von 1924 bis 1936.
Gunther heiratete im Jahr 1927 die Journalistin Frances Fineman. Ihr erstes Kind, eine Tochter, Judith, starb plötzlich im Alter von vier Monaten. Ihr Sohn John Gunther Junior wurde 1929 geboren. Johnny starb mit 17 Jahren an einem Hirntumor. John Gunthers Buch Death Be Not Proud handelt von Johnnys Leben. Nach Scheidung von Frances heiratete Gunther 1948 Jane Perry Vandercook und das Paar adoptierte einen Sohn.

## Werke
Die Bücher, durch die Gunther zu seiner Zeit berühmt wurde, waren die von der Inside-Serie über Beobachtungen der Kontinente. Für jedes Buch reiste Gunter ausführlich durch die Gegend, von der das Buch handelte, interviewte politische, soziale Führungspersönlichkeiten und solche in der Wirtschaft, redete mit gewöhnlichen Leuten und schrieb eine lange Übersicht darüber, was er erfahren hatte und wie er es interpretierte. Die Bücher:
- Inside Europe (1936)
- Inside Asia (1939)
- Inside Latin America (1941)
- Inside U.S.A. (1947)
- Inside Africa (1955)
- Inside Russia Today (1958)
- Inside Europe Today (1961)
- Inside South America (1967)
- Inside Australia and New Zealand (1972)

Über Inside Europe schrieb Gunther: „Dieses Buch hatte einen durchschlagenden Erfolg in der ganzen Welt. Ich hatte das Glück, dass es gerade zur rechten Zeit erschien, als die drei totalitären Diktatoren die Bühne betraten und die Leute sich sehr für sie interessierten.“
Außer der Inside-Serie schrieb Gunther acht Romane und drei Biografien, vor allem Bright Nemesis, The Troubled Midnight, Roosevelt in Retrospect (erschienen 1950) und Eisenhower, eine Biografie des berühmten Generals, veröffentlicht 1952, das war das Jahr, als Dwight D. Eisenhower zum Präsidenten der Vereinigten Staaten gewählt wurde.
Das Buch, wegen dessen man sich an Gunther am besten erinnert, handelt jedoch nicht von Intrigen und Politik: Death Be Not Proud ist die Geschichte seines Sohnes Johnny, der mit 17 Jahren an einem Hirntumor starb. Im Buch beschreibt Vater Gunther die Kämpfe, durch die er und seine Exfrau gingen bei dem Versuch, ihrem Sohn das Leben zu retten: die vielen versuchten Behandlungen (alles von radikaler Operation bis hin zu streng kontrollierter Diät), das Auf und Nieder von anscheinender Besserung und schließlichem Zusammenbruch und das Leiden, welches es für alle drei bedeutet hat.
Gunther porträtiert seinen Sohn als bemerkenswerten jungen Mann; er führte eine intelligente Korrespondenz über Physik mit Albert Einstein, und der herzzerreißende Tod des Sohns wird so bewegend berichtet, dass das Buch ein Bestseller wurde. 1975 wurde daraus ein für die Emmy nominierter Fernsehfilm, mit Arthur Hill als John Gunther, Jane Alexander als seine Frau, und Robby Benson als Johnny. Es steht bis heute in vielen Lehrplänen von höheren Schulen.
Aus Inside U.S.A. machte ein Broadway-Theater eine Revue im Jahr 1948, mit Liedern von Howard Dietz und Arthur Schwartz. Sie wurde 399 mal aufgeführt.

### Sachbücher
- (1936) Inside Europe
- (1938 Hrsg.) Inside Europe (kleinere Änderungen)
- (1939 Hrsg.) Inside Europe (kleinere Änderungen)
- (1939) The High Cost of Hitler
- (1939) Inside Asia
- (1940 Hrsg.) Inside Europe (größere Hinzufügungen und Änderungen wegen der geopolitischen Folgen von Hitler und Nazideutschland)
- (1941) Inside Latin America
- (1944) D-Day
- (1947) Inside U.S.A.
- (1949) Death Be Not Proud, memoir
- (1949) Behind the Curtain (veröffentlicht in Großbritannien unter dem Titel Behind Europe’s Curtain)
- (1950) Roosevelt in Retrospect: A Profile in History, biography
- (1951) The Riddle of MacArthur: Japan, Korea, and the Far East
- (1952) Eisenhower, the Man and the Symbol, biography
- (1953) Alexander the Great, biography
- (1955) Inside Africa
- (1956) Days to Remember: America, 1945–1955 (mit B. Quint)
- (1958) Inside Russia Today
- (1961) Inside Europe Today
- (1965) Procession
- (1967) Inside South America
- (1969) Twelve Cities
- (1972) John Gunther’s Inside Australia and New Zealand (mit W. H. Forbis), ISBN 0-241-02180-4

### Romane
- (1926) The Red Pavilion
- (1927) Peter Lancelot: An Amusement
- (1926) Eden for One: An Amusement
- (1929) The Golden Fleece
- (1932) Bright Nemesis
- (1945) The Troubled Midnight
- (1964) The Lost City (deutsch: Die verlorene Stadt, Molden, Wien 1964; vom Roten Wien zum österreichischen Bürgerkrieg 1934)
- (1970) The Indian Sign (veröffentlicht in Großbritannien unter dem Titel Quatrain)